# Joseph Raphael De Lamar House
Joseph Raphael De Lamar House ist eine denkmalgeschützte Villa in Manhattan in New York City. Sie beherbergt seit 1973 das New Yorker Generalkonsulat der Republik Polen.

## Beschreibung
Das Gebäude befindet sich in Midtown Manhattan im Viertel Murray Hill an der Madison Avenue, Nordostecke East 37th Street. Wenige Meter südlich steht im Nachbarblock die Bibliothek Morgan Library & Museum.
Das Haus wurde vom Architekten C. P. H. Gilbert im Beaux-Arts-Stil entworfen und von 1902 bis 1905 erbaut. Bauherr war der aus den Niederlanden stammende Geschäftsmann Joseph Raphael De Lamar (1843–1918), der 1901 das Grundstück und das darauf befindliche Brownstone-Haus für 150.000 US-Dollar kaufte. Er lebte hier bis zu seinem Tod mit seiner Tochter Alice. Kurze Zeit später wurde das Gebäude nach dem Auszug von Alice De Lamar an die American Bible Society verkauft. Der National Democratic Club erwarb es dann 1923 für seinen Hauptsitz. 1973 kaufte die Republik Polen das Herrenhaus für 900.000 US-Dollar, um dort ihr Generalkonsulat in New York unterzubringen.
Das Bauwerk besitzt ein rustikales Mauerwerk, Balkone und ein hohes spektakuläres Mansarddach. Der Eingang wird von Marmorsäulen flankiert und von einem Putto-Paar gekrönt. Die Villa hat reich verzierte Innenräume, die sich auf sechs Stockwerke verteilen. Von den fünf Fahrstühlen hat einer eine mittlerweile nicht mehr nutzbare Besonderheit: er war ein Autolift, mit dem die drei Fahrzeuge des Hausherren und seiner Tochter (ein Packard, ein Fiat und ein Mercer) von der Straße in einen als Tiefgarage genutzten Kellerraum befördert wurden.
Das Joseph Raphael De Lamar House wurde am 25. März 1975 von der New Yorker Landmarks Preservation Commission als Denkmal ausgewiesen. Am 25. August 1983 folgte die Eintragung in das National Register of Historic Places.

## Ansichten

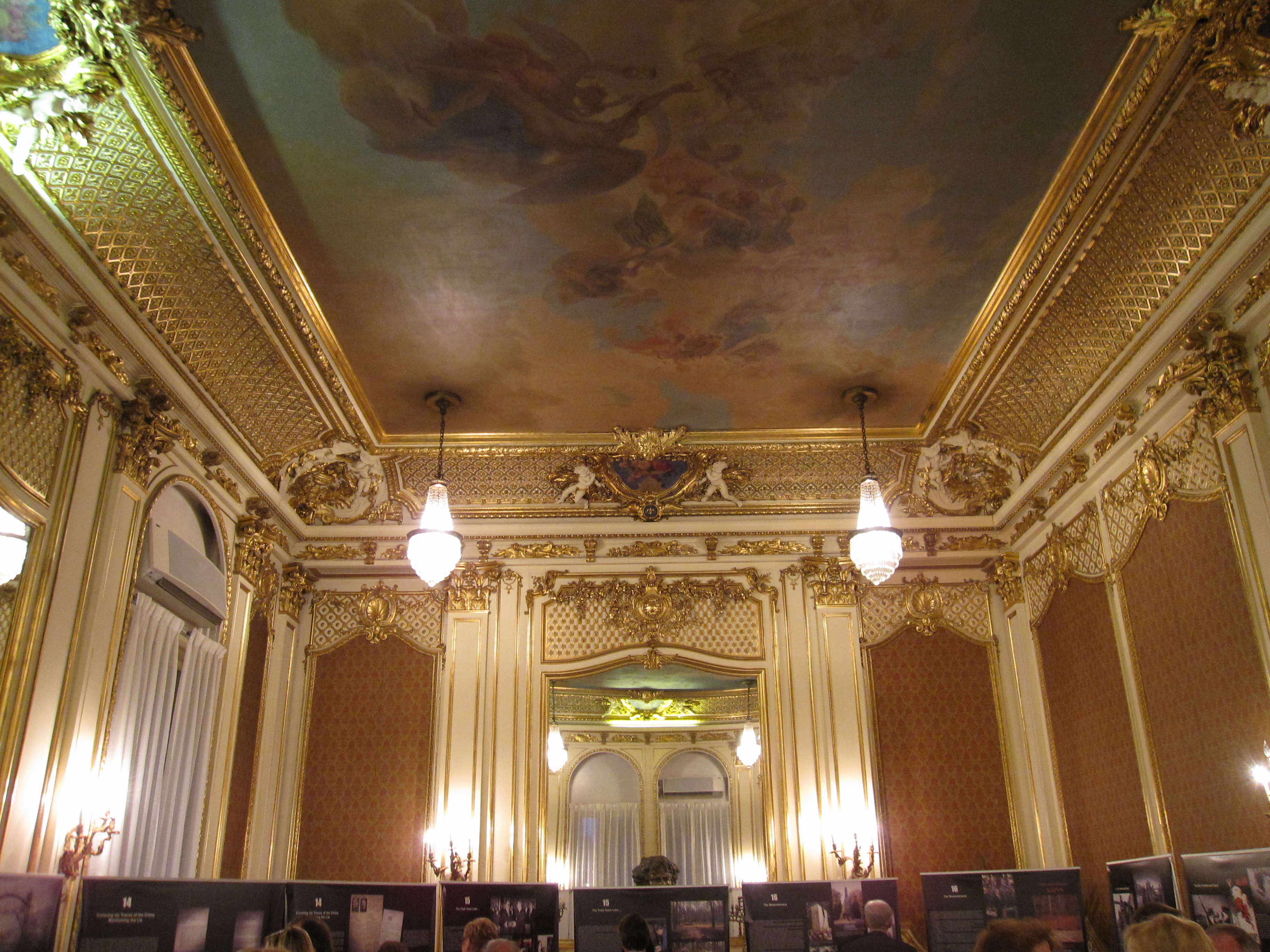
Ein repräsentativer Saal
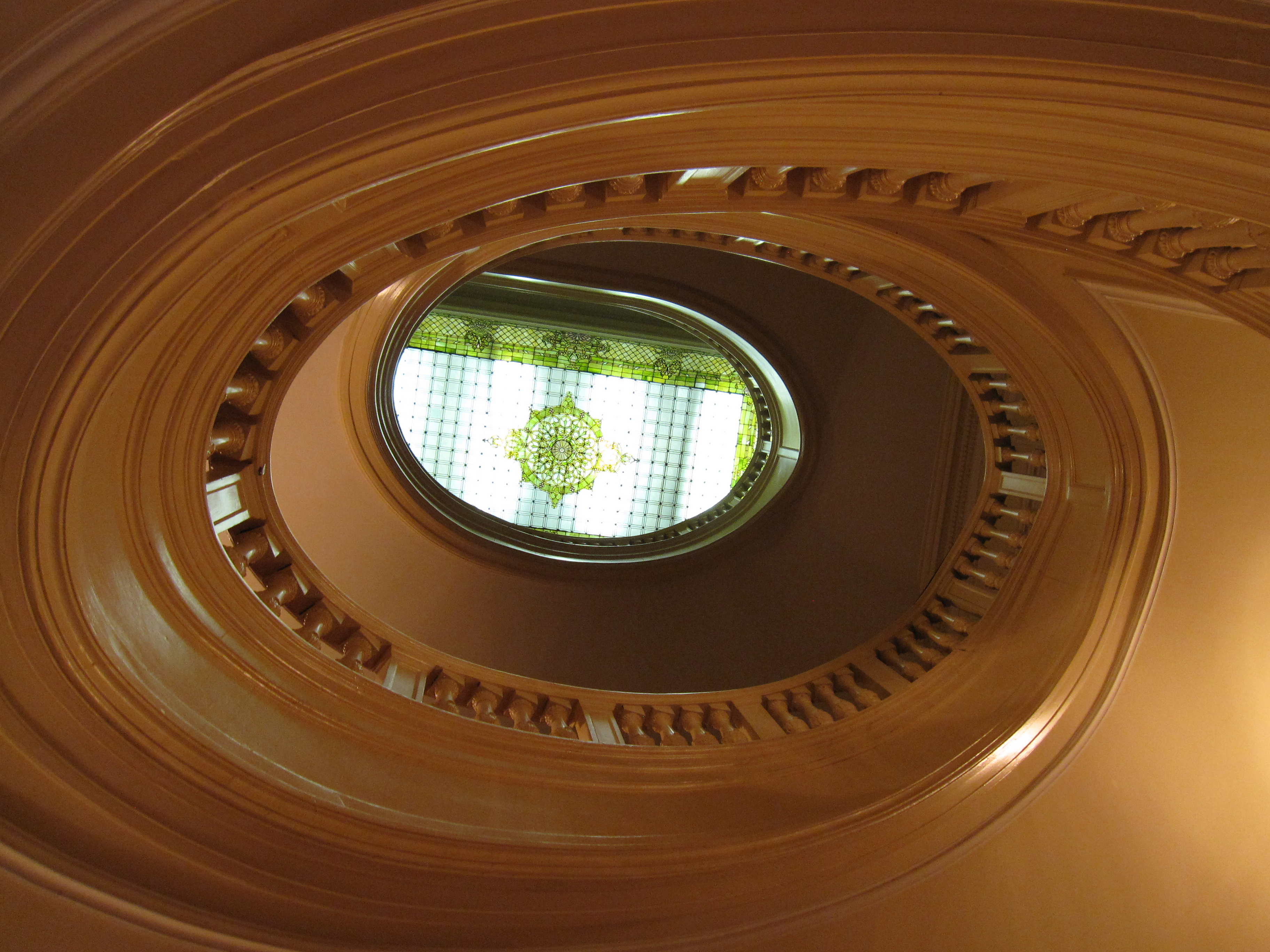
Treppenhaus mit Oberlicht aus Bleiglas
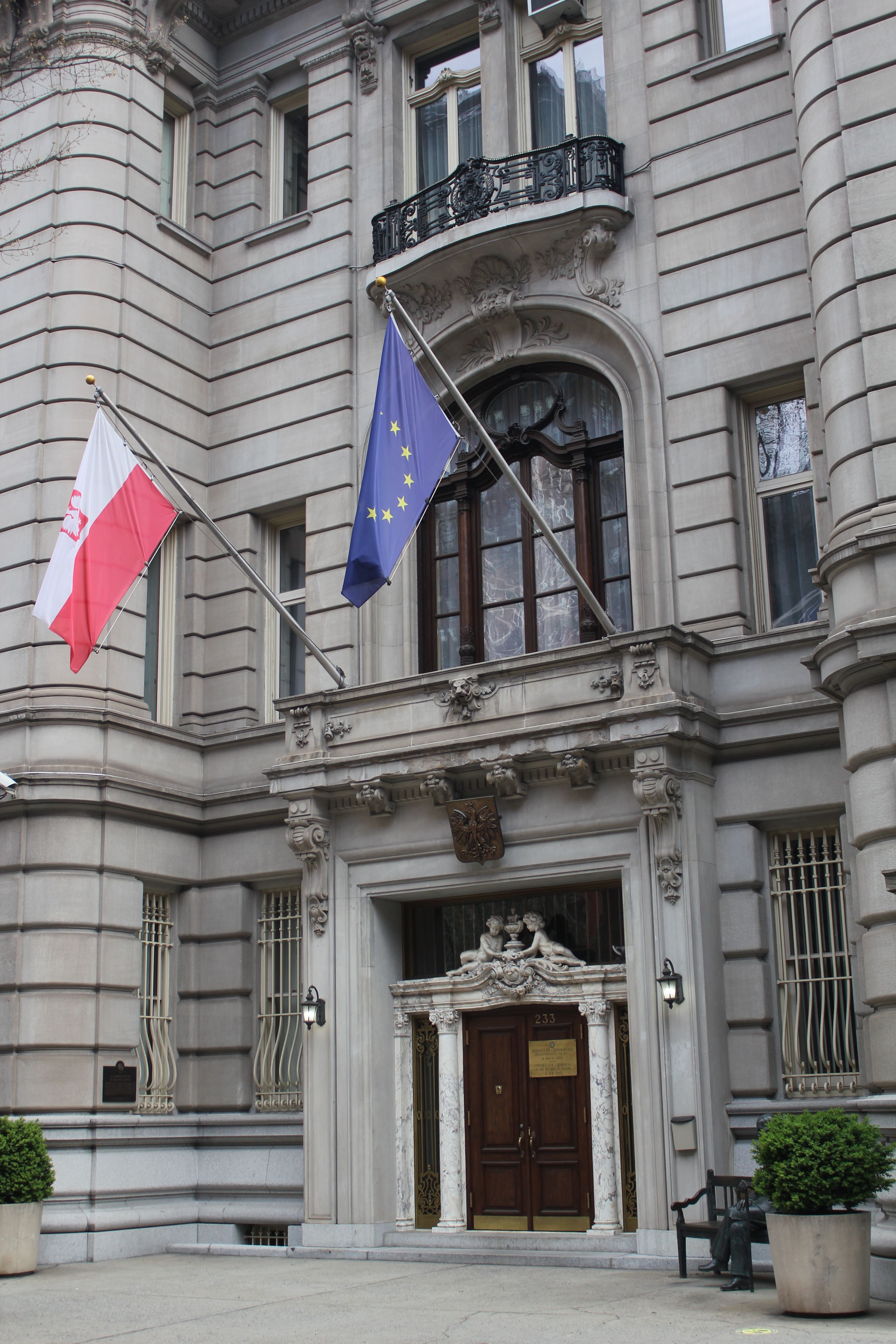
Der Eingang in der 37th Street im April 2022
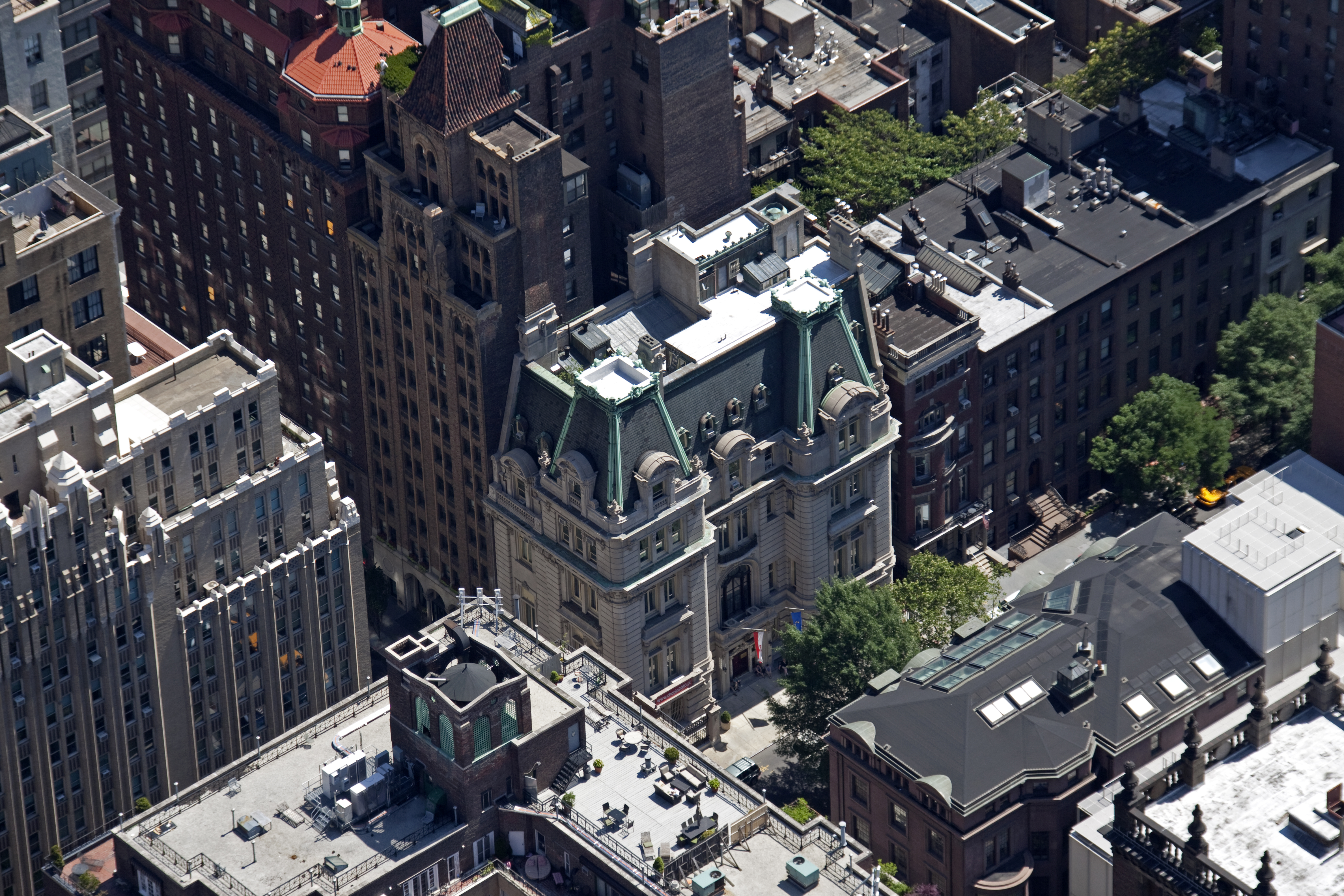
Luftaufnahme aus dem Jahr 2010